# Beuvron-en-Auge
Beuvron-en-Auge ist eine französische Gemeinde mit 201 Einwohnern (Stand 1. Januar 2022) im Département Calvados in der Region Normandie. Das Dorf gehört zu den schönsten Dörfern Frankreichs.

## Geografie
Die Gemeinde liegt zwischen den jeweils dreißig Kilometer entfernten Städten Caen und Lisieux. Sie liegt im Pays d’Auge.

## Sehenswürdigkeiten
- Fachwerkhäuser aus dem 17. und 18. Jahrhundert
- Markthalle (1975 restauriert)
- Herrenhaus im Fachwerkstil aus dem 15. Jahrhundert
- Alte Herberge Boule d’Or aus dem 18. Jahrhundert
- Kirche Saint-Martin[1]

## Demografie

### Bevölkerungsentwicklung
| Jahr      | 1962 | 1968 | 1975 | 1982 | 1990 | 1999 | 2008 | 2016 |
| Einwohner | 379  | 338  | 313  | 276  | 274  | 233  | 222  | 191  |

### Altersstruktur
18 Prozent der Bevölkerung sind 19 Jahre alt oder jünger. Neun Prozent der Bevölkerung sind 75 Jahre alt oder älter.

## Geschichte

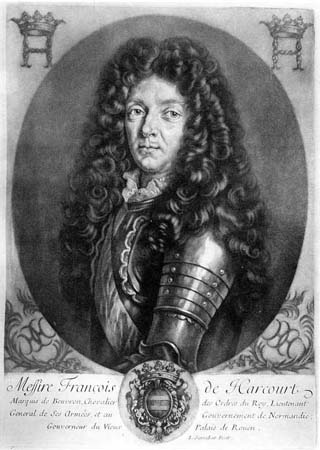
François III d’Harcourt (1627–1705), Marquis de Beuvron

Der Ort und das dortige bauliche Erbe sind mit dem Schicksal des französisch-englischen Adelsgeschlechts Harcourt eng verbunden gewesen. Die Familie stellte Barone, Grafen und ab 1593 den Marquis von Beuvron. Der jüngere Zweig de Beuvron, dessen Oberhaupt stets der Herzog von Harcourt war (auch heute noch), brachte einige Marschälle und Heerführer hervor, etwa François III d’Harcourt († 1705), marquis d’Ectot et de Beuvron, Lieutenant-général des armées du roi und Lieutenant-général des Königs in der Normandie, sowie Henri I., duc d’Harcourt, maréchal de France, Botschafter in Madrid 1697 († 1718). Das Geschlecht mitsamt seinem Adelstitel reicht bis in die Gegenwart, und manche Familienmitglieder, wie François-Charles d’Harcourt († 1997), waren französische Politiker.

## Sonstiges
1984 wurden in Beuvron-en-Auge die Junioren-Weltmeisterschaften im Straßenradrennen ausgetragen.